# سندنهور (الشرقية)
قرية سندنهور هي إحدى القرى التابعة لمركز بلبيس في محافظة الشرقية في جمهورية مصر العربية. حسب إحصاءات سنة 2006، بلغ إجمالي السكان في سندنهور 10932 نسمة، منهم 5702 رجل و5230 امرأة.

## التاريخ
ذكرها علي مبارك في كتابه الخطط التوفيقية، حيث ذكر أنها قرية في مديرية الشرقية بقسم منية القمح، وأن بها جامع، وأن اسمها كان «منية مال الله».